# 히어 애프터
《히어 애프터》(스웨덴어: Efterskalv)는 2015년 공개된 영화로, 마그누스 본 혼이 감독과 각본을 맡았다.

## 출연

### 주연
- 율리크 먼더
- 매츠 브롬그렌

### 조연
- 로아 에크
- 잉거 닐슨
- 스테판 크론발
- 비에스라브 코마사
- 스벤 알스트롬

## 기타
- 제작협력: 톰 데르쿠르

## 반응
《히어 애프터》는 긍정적인 평가를 받았다. 로튼토마토에서 7개의 리뷰로 71%를 기록했다.